# No Remorse a.k.a. The Eye of the Storm
No Remorse a.k.a. The Eye of the Storm è un album discografico del gruppo britannico Tokyo Blade, pubblicato nel 1988 per l'etichetta discografica Hot Blood Records.

## Il disco
L'album è il risultato della collaborazione di Andy Boulton con il gruppo tedesco The Dead Ballerinas, da cui provenivano gli altri membri del gruppo. Composto attingendo da materiale composto dai The Dead Ballerinas e da Boulton negli anni precedenti (Shadows of Insanity è ad esempio un rifacimento di un brano incluso nell'EP The Cave Sessions), No Remorse a.k.a. The Eye of the Storm presenta delle sonorità completamente differenti da quelle degli esordi del gruppo, adottando uno stile molto vicino all'AOR e al pop metal per via dell'ampio uso degli strumenti elettronici (in particolare nella ballad Call Me Angel, in cui Michael Pozz canta accompagnato quasi esclusivamente dalle tastiere).
L'album è stato pubblicato solamente in Europa, inizialmente in formato CD e in seguito in vinile, tuttavia esiste una versione indirizzata al mercato statunitense intitolata No Remorse e pubblicata da una differente etichetta discografica.

## Tracce
1. 1000 Years / The Eye of the Storm – 4:59 (testo: Michael Pozz – musica: Mike Sullivan)
2. Chains of Love – 4:54 (Andy Boulton)
3. Dark Night Over Paradise – 4:59 (testo: Michael Pozz – musica: Michael Machwitz)
4. Moonlight in Martini – 5:00 (testo: Michael Pozz – musica: Andy Boulton)
5. 5-Inch Catwalk – 4:55 (testo: Michael Pozz – musica: Andy Boulton)
6. Crystal Gold – 3:37 (Peter Prestel, Dave Sale)
7. Angel – 4:33 (Peter Prestel)
8. Tears Are Not Enough – 3:50 (testo: Michael Pozz – musica: Andy Boulton)
9. Shadows of Insanity – 5:14 (testo: Michael Pozz – musica: Andy Boulton)
10. Call Me Angel – 4:57 (Michael Pozz)
11. Fever – 5:00 (testo: Michael Pozz – musica: Hans-Jürgen Astor, Jürgen Schwarz)
12. Stop it or Drop – 4:01 (testo: Michael Pozz – musica: Hans-Jürgen Astor, Jürgen Schwarz)

Durata totale: 55:59

## Formazione
- Michael Pozz - voce
- Andy Boulton - chitarra
- Hans-Jürgen Astor - batteria
- Dave Sale - basso
- Michael Machwitz - tastiere